# Windows 2000
Windows 2000 (afgekort Win2K of W2K) is een 32 bits-besturingssysteem gemaakt door Microsoft Corporation voor het Intel-platform.
Het werd uitgebracht op 17 februari 2000.

## Versies
Microsoft heeft verschillende versies uitgebracht:
- Windows 2000 Professional, is een besturingssysteem voor een werkplek in een netwerk, de opvolger van Windows NT 4.0 Workstation (1997).
- Windows 2000 Server, heeft onder meer Active Directory (ADS) aan boord
- Windows 2000 Advanced Server, kan meerdere processoren aan
- Windows 2000 Datacenter Server, kan worden geclusterd voor grotere schaalbaarheid

Tot 30 juni 2005 zijn er vier Service Packs uitgebracht, waarmee zowel functionele als technische aanpassingen aan de systemen werden doorgevoerd. De belangrijkste wijzigingen bestonden uit de security patches, die vaak in de Service Packs werden samengevoegd.
Sinds 30 juni 2005 wordt Windows 2000 niet meer actief door Microsoft onderhouden. Microsoft brengt alleen nog sporadisch een security patch uit. In mei 2005 heeft Microsoft een verzamelpakket met alle nog relevante security patches uitgebracht, de Security Rollup.

## Positie van Windows 2000
Windows 2000 is de opvolger van Windows NT 4.0 en draagt intern dan ook het versienummer 5.0. De voornaamste verandering in Windows 2000 Server is de invoering van Active Directory. Een voordeel tegenover NT 4.0, zowel in 2000 Professional als 2000 Server, is dat voor veel configuratiewijzigingen geen herstart meer nodig is.
Windows 2000 is vooral op het bedrijfsleven gericht. Dit is duidelijk te merken doordat er geen Home-versie is van het besturingssysteem (in plaats daarvan werd Windows Me uitgebracht, de opvolger van Windows 98) en door het ontbreken van een brede waaier multimediafuncties. Wel weer een opvallende wijziging ten opzichte van Windows NT is dat een deel van de grafische modules in de kernel zijn ondergebracht, onder meer om hogere grafische prestaties te kunnen bereiken.
De opvolger van Windows 2000 Professional is Windows XP Professional. Dat besturingssysteem is er volledig op gebaseerd (het interne versienummer is 5.1), waarbij enkele nieuwe functies en weer een nieuwe look toegevoegd zijn. Microsoft heeft Windows XP ook gepositioneerd als besturingssysteem voor de consumentenmarkt (Windows XP Home), waardoor de MS-DOS-versies eindelijk overbodig zijn en Microsoft voortaan nog maar één basis-Windowsversie hoeft te onderhouden.
De opvolger van Windows 2000 Server is Windows Server 2003.
In april 2009 was het wereldwijde marktaandeel voor desktopcomputers van Windows 2000 nog rond de 1,2 procent.

## Functies
De beveiliging van Windows 2000 is, zoals in Windows NT, uitgebreid in te stellen doordat er eigendomsrechten aan objecten kunnen worden gekoppeld: de eigenaar van elk bestand kan bepalen wie er aan mag komen.
Windows 2000 ondersteunt ook WDM (afkorting voor Windows Driver Model). Dit zorgt voor een grote hoeveelheid aan standaardstuurprogramma's. Omdat WDM al werd gebruikt door Windows 98, konden hardwareleveranciers met één enkel stuurprogramma zowel Windows 98 als 2000 ondersteunen.
Zoals in Windows NT maakt Windows 2000 standaard gebruik van het NTFS-bestandssysteem, waarvan een recentere versie geïnstalleerd is.
Active Directory (ADS) is een hiërarchische beheerstructuur, waardoor grote aantallen systemen centraal en goed beveiligd beheerd kunnen worden. De directory is te benaderen met het LDAP-protocol. ADS is een uitbreiding van het domeinmodel van Windows NT.
| component             | essentiële ta(a)k(en) |
| --------------------- | --- |
| Gebruikersmodus       | Ondersteuningslaag voor alle toepassingen. Alle toepassingen en services worden geïnstalleerd op/in deze laag. |
| Kernelmodus           | Verleent toegang tot de hardware en de systeemgegevens. Het bestaat uit verschillende delen. Elk deel heeft een eigen functie binnen het besturingssysteem. |
| HAL                   | Verbergt de details van de hardware-interface voor andere services en componenten. Dit zorgt er ook voor dat je een besturingssysteem kunt aankopen zonder aan bepaalde specificaties te voldoen. (Vroeger was dit wel zo en moest er telkens nieuwe ontwerpen van moederborden enz. worden gemaakt.) |
| Plug and Play Manager | Dit zorgt ervoor dat hardware automatisch gedetecteerd en geïnstalleerd kan worden. Soms zonder bijkomende driver, soms wordt een cd gevraagd. |
| LPC                   | Voluit is dit Local Procedure Call. Dit beheert alle communicatie tussen client- en serverprocessen op eenzelfde computer. |
| RPC                   | Voluit is dit Remote Procedure Call Facility. Dit beheert alle communicatie tussen client- en serverprocessen op verschillende computers. |
| IPC                   | Dit betekent Interprocess Communication Manager. Het is een mechanisme om berichten en gegevens uit te wisselen tussen verschillende processen en subsystemen van het besturingssysteem LPC en RPC zijn hiervan een onderdeel.                                                                        |
| VMM                   | Voluit is dit virtual memory manager. Dit beheert het virtueel geheugen en voorziet per proces een afzonderlijk virtuele geheugenruimte. VMM controleert ook de verzoeken voor toegang tot de harde schijf voor virtuele RAM aan de hand van paging.                                                  |
| I/O Manager           | Input/Output manager. Deze beheert alle invoer en uitvoer tussen de apparaten en stuurprogramma’s. Het vertaalt dus de I/O aanvragen van andere modules naar oproepen van de relevante stuurorganen en eventuele tussenliggende softwarecomponenten.                                                  |
| Win32-subsysteem      | Ondersteuning van win32-toepassingen. Alle functionaliteit van I/O en GUI-toepassingen wordt hieruit bestuurd. Dit subsysteem is ook verantwoordelijk voor 16-bits Windows- en DOS-toepassingen. |
| Security Subsysteem   | Voert alle diensten uit voor gebruikersrechten en toegangscontrole voor alle netwerkobjecten en objecten uit het besturingssysteem. Het behandelt ook het meldproces en start het ‘Log-on’-verificatieproces.                                                                                         |
| Executive             | Verzamelnaam voor alle uitvoerbare diensten, bevat I/O routines, biedt toepassingen uit de gebruikersmodus diensten van het OS aan. |
| Microkernel           | Kern van het besturingssysteem, verwerking van verschillende taken. |
| Process Manager       | Hier worden de verschillende processen en threads gecreëerd en beheerd, maakt daarbij gebruik van routines uit de kernel. |
| Power Manager         | Controleert het energiebeheer in het systeem, bestuurt de gebeurtenissen die plaatshebben op het gebied van energiebeheer. |

## Systeemvereisten
Windows 2000 Professional:
- CPU: 133 MHz of hogere microprocessor
- RAM-geheugen: minimaal 64 MB en maximaal 4 GB
- Grafische kaart: VGA (640 x 480)
- Harde schijf: 650 MB (2 GB is aanbevolen)
- Optische stations: cd- of dvd-station
- Invoerapparaten: Toetsenbord en compatibel aanwijsapparaat.

Windows 2000 server:
- CPU: 133 MHz of hogere microprocessor
- RAM-geheugen: minimaal 256 MB en maximaal 4 GB
- Grafische kaart: VGA (640 x 480)
- Harde schijf: 1 GB (2 GB is aanbevolen)
- Optische stations: cd- of dvd-station
- Invoerapparaten: Toetsenbord en compatibel aanwijsapparaat.